# ذيل الفأر الأسترالي
ذيل الفأر الأسترالي (الاسم العلمي: Myosurus novae-zelandiae) هو نوع من النباتات يتبع جنس ذيل الفأر من الفصيلة الحوذانية.